# X-Face

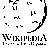
Exemple de X-Face.

Une X-Face est une petite image bitmap attachée en en-tête de courriel ou d'article usenet.
Leur dimension est de 48 × 48 pixels, leur profondeur de couleur de 1 bit (noir et blanc binaire sans nuances de gris).

## Visualisation
Tous les clients de messagerie et lecteurs de nouvelles ne supportent pas la visualisation et l'inclusion des X-Faces dans les messages envoyés. Voici quelques logiciels supportant les X-Faces :
- Gravity, lecteur de nouvelles libre sous Windows ;
- Xnews, lecteur de nouvelles gratuit et propriétaire sous Windows ;
- MacSoup, lecteur de nouvelles sous MacOS ;
- Sylpheed, client de messagerie et lecteur de nouvelles GTK ;
- Claws Mail, client de messagerie basé sur la bibliothèque GTK+ 2 ;
- KMail, client de messagerie de l'environnement KDE, supporte les X-Faces depuis sa version 1.8 ;
- KNode, lecteur de nouvelles de l'environnement KDE, supporte les X-Faces (visualisation et inclusion) ;
- Thunderbird, client de messagerie Mozilla Thunderbird avec plugin MessageFaces ;
- Pan, un lecteur de nouvelles pour GNOME.

## Encodage
Les X-Face sont placés dans l'en-tête des courriels ou articles dans un champ X-Face, et sont encodés avec des caractères ASCII affichables (sauf espace blanc).
Pour réaliser cet encodage, tous les éditeurs d'image bitmap ne proposant pas ce format, il est possible d'utiliser un encodeur comme compface ou bien WinFace.